# G3176/3177、G3178/3175次列车
G3176/3177、G3178/3175次列车是中国铁路运行于上海市上海虹桥站至青海省西宁市西宁站的高速动车组列车，自2019年12月30日起开行，途经上海市、江苏省、安徽省、河南省、陕西省、甘肃省、青海省六省一市，现由上海铁路局上海客运段担当客运业务。其中上海虹桥站至西宁站客运里程2318公里，运行12小时28分，使用车次为G3176/3177次；西宁站至上海虹桥站客运里程2334公里，运行12小时56分，使用车次为G3178/3175次。该车次是上海市首次开行的前往青海省的高速动车组列车，也是兰新客运专线上唯二的高速动车组列车的其中之一，列车的开行实现了东部沿海城市至中西部地区当日通达的目标。

## 历史
2019年12月商杭客运专线开通后，铁路部门于12月30日起开行经京沪高速铁路、合宁铁路、商杭客运专线、徐兰客运专线的沪西高速动车组列车，其中包括新增G3176/7、G3178/5次列车1对。
2023年7月1日，因应兰新客运专线提速改造完成，兰州西站至西宁站区间实现250km/h时速运营，本次列车的终点站延伸至西宁站。

## 使用列车
本对列车使用配属上海局集团上海虹桥动车运用所的CR400BF-S，重联运行。

### 潜在问题
西宁市地处青海省东部，青藏高原东北部，市区海拔2261米，最低气温零下18.9℃，属于国铁集团规定的高原高寒地区，该线路上使用的动车组需要具有耐高寒、抗风沙、耐高温、适应高海拔、防紫外线等特点，还能经受±40℃的高寒高温、在11级大风下安全运行的能力。然而该列车使用的车型为普通的CR400BF-S而不是CR400BF-G高寒型，普通的CR400BF并不具备在高寒高原地区行走并过夜的能力，因此该列车在冬季能否正常开行仍旧存在疑问。